# 블루 월 (미국)

"블루 월" 주들은 1992년 이후 모든 선거에서 민주당 대통령 후보에게 투표했으며, 밝은 파란색 주들은 2016년과 2024년에 도널드 트럼프에게 투표했다.

블루 월(Blue wall)은 미국의 정치 문화에서 2009년에 만들어진 용어로, 1992년부터 2012년까지 6번의 연속적인 대통령 선거에서 꾸준히 "파란색", 즉 민주당에 투표한 십여 개 주(및 워싱턴 D.C.)를 지칭한다. 이러한 추세는 민주당에게 대통령 정치에서 근본적인 지배력을 시사했다. 반대로 "레드 월"과 "레드 시"라는 용어는 같은 기간 동안 공화당이 꾸준히 승리한 주들을 지칭하는 데 덜 흔하게 사용된다. 한 정당에 꾸준히 투표하지 않은 주들은 "퍼플" 또는 스윙 스테이트라고 불린다.
2016년 대통령 선거 기간 동안, 민주당 후보 힐러리 클린턴은 이러한 추세 때문에 선거인단에서 압도적인 승리자로 여겨졌으나, 공화당 후보 도널드 트럼프는 "블루 월"의 러스트 벨트 주들인 미시간, 펜실베이니아, 위스콘신의 강세에 도전했고, 이 주들은 다음 세 번의 선거에서 스윙 스테이트가 되었다. 2016년과 2024년 트럼프의 승리에는 이 세 주를 뒤집은 것이 포함되며, 2020년 조 바이든의 승리는 이 세 주를 3% 미만의 차이로 얻었다.
미국 남부는 이전에 공화당이 남부 전략을 시행하기 전까지는 "솔리드 사우스"라고 불릴 정도로 민주당에 꾸준히 투표했다.

## 유래
로널드 브라운스타인은 2009년에 "블루 월"이라는 용어를 만들었다고 주장한다. 2012년 대통령 선거 이후, 폴 슈타인하우저는 "블루 월은 ... 전통적으로 민주당을 지지해 온 동부, 중서부, 서부 주의 집합"이라고 말했다. 블루 월을 만들어낸 세력에 대한 가장 초기 설명은 휴스턴 크로니클의 블로거인 크리스 래드로부터 나왔다. 공화당원인 래드는 2014년 11월에 2014년 중간 선거에서 인상적으로 보였던 공화당의 승리가 또 다른 결과를 가렸다고 썼는데, 이는 인구통계학적 및 지리적 붕괴였다.
| “ | 전국적으로 의미 있는 정책 의제를 다시 주도할 방법을 찾는 공화당에게 2014년 선거는 재앙의 서곡이다. 이러한 추세를 이해하는 것은 확연한 도표로 시작된다. 블루 월을 보라. | ” |

블루 월은 공화당이 백인, 농촌, 남부 유권자의 이해관계에 초점을 맞추면서 선거인단에 대한 민주당의 인구통계학적 통제가 강화되는 것을 의미했다. 래드에 따르면, 블루 월의 존재는 "최소한 효과적인 민주당 후보"가 선거인단과 대통령직을 획득하는 데 필요한 문턱인 270표에서 단 13표 부족한 257표를 거의 확실히 얻을 수 있다는 것을 의미한다. 래드의 분석은 MSNBC 평론가 로렌스 오도넬이 자신의 쇼 로렌스 오도넬과의 마지막 단어의 선거 후 에피소드에서 이를 다루면서 인기를 얻었다. 조지 W. 부시는 2000년에 앨 고어를, 2004년에는 존 케리를 물리쳤는데, 이는 그들이 2000년에 아이오와와 뉴멕시코(12표)를, 2004년에 뉴햄프셔(4표)를 블루 월 외에 추가로 얻을 수 있었기 때문이다. 공화당이 확고하게 지배하는 주들로 이루어진 비슷한 "레드 요새"도 존재한다고 가정된다. 그러나 선거인단 투표 수가 적어 2012년에 그랬던 것처럼 민주당 대통령 후보가 이를 뚫지 않고도 승리하는 것이 이론적으로 더 쉬울 것이다.

## 블루 월 뒤의 주들
이 "블루 월" 뒤에는 많은 주들이 두 자릿수의 선거인단 투표를 가지고 있었고, 적어도 전국적인 수준에서는 민주당을 확고하게 지지하는 것으로 보였다. 공화당 대통령 후보들은 이 주들 중 일부만을 놓고 경쟁할 수 있었는데, 이는 270표의 문턱을 넘기기에 충분한 투표를 가진 스윙 스테이트가 몇 개에 불과했기 때문이다. 이 벽 뒤에 있는 주들은 일반적으로 미국 북동부, 미국 서해안, 그리고 일부 오대호 지역 주들에 위치했다. 2016년 이전의 여섯 번의 대통령 선거 주기에서, 민주당은 이 주들 중 18개 주(및 컬럼비아 특별구)를 얻어, 승리에 필요한 270표 중 총 238표를 확보했다. "빅 3" 민주당 거점 주에는 캘리포니아주, 뉴욕주, 일리노이주가 포함된다.
이 블루 월 뒤에 있는 주들은 일반적으로 1992년 대통령 선거부터 2016년 대통령 선거까지 민주당이 차지했던 주들을 포함한다. 이 주들은 (인구 감소 순서로 나열하며 현재 선거인단 투표 수 포함): 캘리포니아주 (54), 뉴욕주 (28), 일리노이주 (19), 펜실베이니아주 (19), 미시간주 (15), 뉴저지주 (14), 워싱턴주 (12), 매사추세츠주 (11), 메릴랜드주 (10), 미네소타주 (10), 위스콘신주 (10), 오리건주 (8), 코네티컷주 (7), 하와이주 (4), 메인주 (4), 로드아일랜드주 (4), 델라웨어주 (3), 버몬트주 (3), 그리고 워싱턴 D.C. (3)이다. 이는 총 238표이다. 만약 앨 고어가 2000년에 뉴햄프셔주 (4)를 얻었거나 존 케리가 2004년에 뉴멕시코주 (5)나 아이오와주 (7)를 얻었다면, 이 주들도 1992년 이후 블루 월 주에 포함될 수 있었다. 뉴멕시코와 뉴햄프셔는 2016년, 2020년, 2024년에도 민주당 후보를 계속 지지할 것이지만, 아이오와는 그렇지 않을 것이다.
최근에는 버지니아주와 콜로라도주가 2004년에 조지 W. 부시에게 투표한 후 2008년부터 5번의 선거 연속으로 민주당에 투표하고 있다. 버지니아주는 1968년 이후 꾸준히 공화당을 지지해 왔으며, 콜로라도주는 같은 기간 동안 1992년에만 민주당을 지지하여 블루 월과는 반대되는 추세를 보였다.
로널드 레이건의 1984년 압승 재선은 1972년 리처드 닉슨 이후 공화당에 투표하지 않은 미네소타주와 1964년 선거에서 선거인단에 편입된 이래로 모든 선거에서 민주당 후보에게 투표한 컬럼비아 특별구를 제외한 모든 주를 차지했다. 따라서 블루 월은 1988년 미국 대통령 선거부터 가시화되기 시작했다. 1988년 이후로 민주당 대통령에게만 투표한 주들은 뉴욕주, 워싱턴주, 매사추세츠주, 오리건주, 하와이주, 로드아일랜드주였다. 나머지 블루 월은 1992년 미국 대통령 선거에서 구축되었다: 캘리포니아주, 일리노이주, 뉴저지주, 메릴랜드주, 코네티컷주, 메인주, 델라웨어주, 버몬트주이다.
다른 세 주, 즉 러스트 벨트 주들인 위스콘신주, 펜실베이니아주, 미시간주도 이 벽의 일부로 간주되었지만, 도널드 트럼프의 등장은 이 주들에 대한 민주당의 장악력이 약해졌음을 보여주었다. 메인주의 의회 선거구도 이들에 합류했다.

## 2016년: 블루 월의 첫 번째 균열

전통적으로 파란색(민주당)을 지지했지만 2016년과 2024년에 공화당에 투표한 주들은 빨간색으로 표시되어 있다. 역사적인 블루 월 주였던 미네소타주는 2016년에 민주당이 메인주는 3%로 각각 1.5% 차이로 간신히 이겼다. 또한, 메인 북부의 의회 선거구는 공화당에 한 표의 선거인단을 주었다.

이 주들에 대한 민주당의 "통제"는 2012년에서 2016년 사이에 의문이 제기되었는데, 여러 주들이 최근 선거에서 경쟁이 치열했고, 많은 주에서 공화당원이 상원의원이나 주지사와 같은 주 전체 선출직을 현재 차지하고 있었기 때문이다. 공화당 상원의원을 둔 블루 월 주에는 펜실베이니아, 위스콘신, 메인이 포함되었다. 공화당 주지사를 둔 주에는 매사추세츠, 메릴랜드, 미시간이 포함되었다. 이 18개 주 외에 아이오와, 뉴햄프셔, 뉴멕시코 세 주만이 같은 6번의 선거 주기에서 한 번만 공화당에 투표했으며, 2000년이나 2004년에 조지 W. 부시에게 10,059표 이하의 차이로 투표했다. 총계에 포함될 경우, 블루 월 뒤의 투표 수는 257표로, 승리에 필요한 13표가 부족했다. 그러나 일부 주류 언론은 민주당이 펜실베이니아를 잃을 수도 있다고 의심했다.
네이트 실버는 블루 월의 개념을 비판하며, 1968년부터 1988년까지 공화당에 투표한 주들의 유사한 "레드 월/레드 시"를 지적했다. 그는 블루 월이 단순히 선거에서 "상당히 좋은 성적"을 나타냈을 뿐이며, 대중 득표에서 상대적으로 작은 이득만으로도 일부 주가 공화당으로 바뀔 수 있다고 주장했다. 이는 2016년 선거에서 블루 월 뒤에 있던 제조업 주 유권자들이 도널드 트럼프에게 투표하여 미시간, 펜실베이니아, 위스콘신, 그리고 메인 제2선거구에서 승리하면서 나타났다. 다른 이들은 미시간, 펜실베이니아, 위스콘신 주가 민주당에게 확실히 "안전"했던 적이 없었다고 주장하며, 2000년과 2004년 대통령 선거에서 이 주들의 근소한 차이를 언급하고, 버락 오바마가 2008년과 2012년 선거에서 확보한 압도적인 승리 차이가 민주당 후보들에게 이 주들이 안전하다는 잘못된 인상을 주었을 수 있다고 말했다.

## 2020년: 블루 월의 부활
2020년 미국 대통령 선거에서 민주당 후보 조 바이든은 위스콘신, 미시간, 펜실베이니아 주를 얻었다. 그러나 바이든은 이 주들을 0.5~3% 포인트 차이로만 얻었는데, 이는 2008년과 2012년 오바마의 이 주들에서의 득표율에 비해 상당히 저조한 성적이었다. 이 주들에서 민주당에게 장기적인 추세는 덜 유리해 보이는데, 이는 이 주들이 모두 전국 평균보다 우파로 투표했고 많은 노동계층 백인 유권자들이 공화당으로 이동하고 있기 때문이다.
바이든은 또한 애리조나, 조지아, 그리고 네브래스카 제2선거구를 얻어 레드 월/레드 시를 뚫었다. 그러나 메인 제2선거구는 도널드 트럼프에게 투표했다. 전문가들은 콜로라도주와 버지니아주와 같은 이전 경합 주들이 2020년 선거 이후 확고한 민주당 지지 지역이 되었는데, 부분적으로는 인구통계학적 변화의 결과라고 보았다. 바이든은 2020년에 이 두 주에서 10% 이상의 차이로 승리했다.

## 2024년: 블루 월의 두 번째 균열
2024년 미국 대통령 선거에서 공화당 후보 도널드 트럼프는 경합주인 위스콘신주, 펜실베이니아주, 미시간주(및 메인 제2선거구)를 되찾으면서 백악관을 탈환하는 데 성공했다. 또한 그는 민주당 투표율의 심각한 하락으로 인해 처음으로 일반 투표에서 승리했다. 미시간주에서의 그의 승리 일부는 가자와 레바논에서의 사망자 수에 대한 민주당의 지속적인 개입에 반대하여 민주당에 투표하지 않은 아랍계 및 무슬림 유권자들의 큰 인구에 기인한다. 해리스는 2020년 바이든의 성과에 비해 5만 표 이상이 감소했다. 도널드 트럼프 암살 미수 사건은 펜실베이니아주에서 15만 표 이상의 투표율을 끌어올렸으며, 이에 따라 위스콘신주는 이 세 주 중 가장 민주당 지지 성향이 강했으며, 두 후보 모두 득표율이 상승했다. 트럼프의 이 주들에서의 승리 차이는 2% 미만으로, 전국 평균과 매우 유사했지만, 이 승리는 그의 총 선거인단 투표수에 44표를 추가했다. 블루 월에서의 트럼프의 성과는 더욱 심오했는데, 그는 펜실베이니아에서 절대 다수로 승리했고, 위스콘신에서는 0.41%, 미시간에서는 0.28% 차이로 다수에 미치지 못했다. 더욱이 그의 성과는 러스트 벨트에서 3개의 하원 의석을 뒤집고 펜실베이니아주에서 상원 의석을 뒤집는 데 기여했다.
일반적으로 공화당 투표율의 증가와 민주당 투표율의 심각한 하락이 동시에 발생하여 민주당 후보는 전국적으로 저조한 성과를 보였으며, 전국적으로 90% 이상의 카운티가 공화당으로 기울었다. 투표율 하락의 대부분은 민주당 강세 주에서 발생했는데, 부분적으로는 "안전한 민주당"이라는 인식 때문이었다. 그 결과 뉴저지는 5% 이내의 접전지가 되었고, 샌프란시스코는 2024년 선거에서 도널드 트럼프에게 15% 이상을 투표했는데, 이는 샌프란시스코에서 공화당 대통령 후보가 얻은 20년 만의 최고 득표율이다.
2025년에 오바마 캠페인 전략가인 데이비드 샬레는 패배한 선거가 민주당 대통령 선거 운동에 두 가지 더 큰 문제의 전조라고 지적했다. 즉, 인구 증가와 인구 통계학적 변화가 이 벽의 효율성을 약화시키고 있으며, 선거 운동의 안일함이 민주당이 블루 월을 넘어 확장할 수 없게 만들었다는 것이다. 블루 월의 "빅 3"인 일리노이, 캘리포니아, 뉴욕은 2020년에 하원 의석을 잃었고 2030년에는 더 많은 의석을 잃을 가능성이 있으며, 그들의 선거인단 투표는 가장 최근 선거에서 뚜렷한 공화당 편향을 보인 텍사스 및 플로리다와 같은 곳으로 이동할 것이다. 더욱이 뉴욕과 뉴저지는 전국에서 가장 큰 우경화를 보였고, 일리노이와 캘리포니아도 상당히 큰 변화를 보였다. 이는 러스트 벨트 주들이 민주당으로 돌아온다 해도 버지니아, 뉴햄프셔, 콜로라도의 추가만으로는 대통령직을 얻기에 충분하지 않을 수 있음을 의미한다. 오하이오와 플로리다와 같은 경합 주 목표가 노스캐롤라이나, 조지아, 애리조나로 대략적으로 비슷한 선거인단 수로 대체되었지만, 지난 수십 년 동안 영구적인 발전을 이루지 못한 것은 민주당의 약점이며, 공화당은 지속적인 강세를 보인 것으로 보인다.

## 레드 시

레드 월/레드 시 주와 해당 주가 빨간색이 된 연도. 이 지도에 색칠된 모든 주들은 적어도 2000년부터 빨간색이었다.

레이건의 압승이 블루 월의 시작을 정의했듯이, 레드 시는 린든 B. 존슨의 1964년 압승으로 정의되었다. 존슨이 잃었던 솔리드 사우스 5개 주는 1976년에 지미 카터가 차지했으며, 이 두 선거 사이에는 애리조나를 제외한 모든 주를 민주당이 적어도 한 번은 차지했다.
1980년부터 2024년까지 12번의 연방 선거에서 공화당 후보가 승리한 주들은 텍사스주 (40), 앨라배마주 (9), 사우스캐롤라이나주 (9), 오클라호마주 (7), 미시시피주 (6), 유타주 (6), 캔자스주 (6), 네브래스카주 (4) (네브래스카 제2선거구 제외), 아이다호주 (4), 사우스다코타주 (3), 노스다코타주 (3), 알래스카주 (3), 와이오밍주 (3)이며, 총 103표이다. 이 중 일부 주들은 1968년까지 거슬러 올라가는 기록을 가지고 있다. 또한, 테네시주 (11), 미주리주 (10), 켄터키주 (8), 루이지애나주 (8), 아칸소주 (6), 웨스트버지니아주 (4), 몬태나주 (4)는 최근 7번의 선거(2000년부터 2024년까지)에서 공화당이 승리하여 레드 월/레드 시에 최근 추가되었으며, 총 선거인단 투표수를 154표로 끌어올렸다. 1980년부터 2024년까지 12번 중 11번 공화당을 지지한 다른 주들에는 노스캐롤라이나주 (16)와 인디애나주 (11)가 포함되며, 이들의 27표는 이전 20개 레드 시 주들의 154표에 더해져 총 181표가 된다. 이 두 주는 2008년에 오바마가 근소하게 승리했으며, 노스캐롤라이나는 이후 4번의 선거에서 5% 미만의 결정적인 차이를 보이는 경합 주로 남아있다. 최근 플로리다주 (30), 오하이오주 (17), 아이오와주 (6)는 최근 3번의 선거(2016년부터 2024년까지)에서 공화당이 승리하여 레드 월/레드 시에 최근 추가되었으며, 총 선거인단 투표수를 207표로 끌어올렸다. 이전 레드 월/레드 시 주에는 조지아주 (16)와 애리조나주 (11)가 포함되는데, 이 주들은 1984년부터 2024년까지 11번의 선거 중 9번을 공화당이 승리했으나, 현재는 스윙 스테이트로 간주된다.

## 대통령 선거에서
1876년 이후 블루 월 주들의 대통령 득표:
| 연도 | 캘리포니아주 | 코네티컷주 | 델라웨어주 | 워싱턴 D.C. | 하와이주  | 일리노이주 | 메인주     | 메릴랜드주 | 매사추세츠주 | 미시간주   | 미네소타주 | 뉴저지주   | 뉴욕주     | 오리건주   | 펜실베이니아주 | 로드아일랜드주 | 버몬트주   | 워싱턴주   | 위스콘신주 |
| ---- | ------------ | ---------- | ---------- | ----------- | --------- | ---------- | ---------- | ---------- | ------------ | ---------- | ---------- | ---------- | ---------- | ---------- | -------------- | -------------- | ---------- | ---------- | ---------- |
| 1876 | 헤이스       | 틸든       | 틸든       | 선거 없음   | 선거 없음 | 헤이스     | 헤이스     | 틸든       | 헤이스       | 헤이스     | 헤이스     | 틸든       | 틸든       | 헤이스     | 헤이스         | 헤이스         | 헤이스     | 선거 없음  | 헤이스     |
| 1880 | 핸콕         | 가필드     | 핸콕       | 선거 없음   | 선거 없음 | 가필드     | 가필드     | 핸콕       | 가필드       | 가필드     | 가필드     | 핸콕       | 가필드     | 가필드     | 가필드         | 가필드         | 가필드     | 선거 없음  | 가필드     |
| 1884 | 블레인       | 클리블랜드 | 클리블랜드 | 선거 없음   | 선거 없음 | 블레인     | 블레인     | 클리블랜드 | 블레인       | 블레인     | 블레인     | 클리블랜드 | 클리블랜드 | 블레인     | 블레인         | 블레인         | 블레인     | 선거 없음  | 블레인     |
| 1888 | 해리슨       | 클리블랜드 | 클리블랜드 | 선거 없음   | 선거 없음 | 해리슨     | 해리슨     | 클리블랜드 | 해리슨       | 해리슨     | 해리슨     | 클리블랜드 | 해리슨     | 해리슨     | 해리슨         | 해리슨         | 해리슨     | 선거 없음  | 해리슨     |
| 1892 | 클리블랜드   | 클리블랜드 | 클리블랜드 | 선거 없음   | 선거 없음 | 클리블랜드 | 해리슨     | 클리블랜드 | 해리슨       | 해리슨     | 해리슨     | 클리블랜드 | 클리블랜드 | 해리슨     | 해리슨         | 해리슨         | 해리슨     | 해리슨     | 클리블랜드 |
| 1896 | 매킨리       | 매킨리     | 매킨리     | 선거 없음   | 선거 없음 | 매킨리     | 매킨리     | 매킨리     | 매킨리       | 매킨리     | 매킨리     | 매킨리     | 매킨리     | 매킨리     | 매킨리         | 매킨리         | 매킨리     | 브라이언   | 매킨리     |
| 1900 | 매킨리       | 매킨리     | 매킨리     | 선거 없음   | 선거 없음 | 매킨리     | 매킨리     | 매킨리     | 매킨리       | 매킨리     | 매킨리     | 매킨리     | 매킨리     | 매킨리     | 매킨리         | 매킨리         | 매킨리     | 매킨리     | 매킨리     |
| 1904 | 루스벨트     | 루스벨트   | 루스벨트   | 선거 없음   | 선거 없음 | 루스벨트   | 루스벨트   | 파커       | 루스벨트     | 루스벨트   | 루스벨트   | 루스벨트   | 루스벨트   | 루스벨트   | 루스벨트       | 루스벨트       | 루스벨트   | 루스벨트   | 루스벨트   |
| 1908 | 태프트       | 태프트     | 태프트     | 선거 없음   | 선거 없음 | 태프트     | 태프트     | 브라이언   | 태프트       | 태프트     | 태프트     | 태프트     | 태프트     | 태프트     | 태프트         | 태프트         | 태프트     | 태프트     | 태프트     |
| 1912 | 루스벨트     | 윌슨       | 윌슨       | 선거 없음   | 선거 없음 | 윌슨       | 윌슨       | 윌슨       | 윌슨         | 루스벨트   | 루스벨트   | 윌슨       | 윌슨       | 윌슨       | 루스벨트       | 윌슨           | 태프트     | 루스벨트   | 윌슨       |
| 1916 | 윌슨         | 휴스       | 휴스       | 선거 없음   | 선거 없음 | 휴스       | 휴스       | 윌슨       | 휴스         | 휴스       | 휴스       | 휴스       | 휴스       | 휴스       | 휴스           | 휴스           | 휴스       | 윌슨       | 휴스       |
| 1920 | 하딩         | 하딩       | 하딩       | 선거 없음   | 선거 없음 | 하딩       | 하딩       | 하딩       | 하딩         | 하딩       | 하딩       | 하딩       | 하딩       | 하딩       | 하딩           | 하딩           | 하딩       | 하딩       | 하딩       |
| 1924 | 쿨리지       | 쿨리지     | 쿨리지     | 선거 없음   | 선거 없음 | 쿨리지     | 쿨리지     | 쿨리지     | 쿨리지       | 쿨리지     | 쿨리지     | 쿨리지     | 쿨리지     | 쿨리지     | 쿨리지         | 쿨리지         | 쿨리지     | 쿨리지     | 라폴레트   |
| 1928 | 후버         | 후버       | 후버       | 선거 없음   | 선거 없음 | 후버       | 후버       | 후버       | 스미스       | 후버       | 후버       | 후버       | 후버       | 후버       | 후버           | 스미스         | 후버       | 후버       | 후버       |
| 1932 | 루스벨트     | 후버       | 후버       | 선거 없음   | 선거 없음 | 루스벨트   | 후버       | 루스벨트   | 루스벨트     | 루스벨트   | 루스벨트   | 루스벨트   | 루스벨트   | 루스벨트   | 후버           | 루스벨트       | 후버       | 루스벨트   | 루스벨트   |
| 1936 | 루스벨트     | 루스벨트   | 루스벨트   | 선거 없음   | 선거 없음 | 루스벨트   | 랜던       | 루스벨트   | 루스벨트     | 루스벨트   | 루스벨트   | 루스벨트   | 루스벨트   | 루스벨트   | 루스벨트       | 루스벨트       | 랜던       | 루스벨트   | 루스벨트   |
| 1940 | 루스벨트     | 루스벨트   | 루스벨트   | 선거 없음   | 선거 없음 | 루스벨트   | 윌키       | 루스벨트   | 루스벨트     | 윌키       | 루스벨트   | 루스벨트   | 루스벨트   | 루스벨트   | 루스벨트       | 루스벨트       | 윌키       | 루스벨트   | 루스벨트   |
| 1944 | 루스벨트     | 루스벨트   | 루스벨트   | 선거 없음   | 선거 없음 | 루스벨트   | 듀이       | 루스벨트   | 루스벨트     | 루스벨트   | 루스벨트   | 루스벨트   | 루스벨트   | 루스벨트   | 루스벨트       | 루스벨트       | 듀이       | 루스벨트   | 듀이       |
| 1948 | 트루먼       | 듀이       | 듀이       | 선거 없음   | 선거 없음 | 트루먼     | 듀이       | 듀이       | 트루먼       | 듀이       | 트루먼     | 듀이       | 듀이       | 듀이       | 듀이           | 트루먼         | 듀이       | 트루먼     | 트루먼     |
| 1952 | 아이젠하워   | 아이젠하워 | 아이젠하워 | 선거 없음   | 선거 없음 | 아이젠하워 | 아이젠하워 | 아이젠하워 | 아이젠하워   | 아이젠하워 | 아이젠하워 | 아이젠하워 | 아이젠하워 | 아이젠하워 | 아이젠하워     | 아이젠하워     | 아이젠하워 | 아이젠하워 | 아이젠하워 |
| 1956 | 아이젠하워   | 아이젠하워 | 아이젠하워 | 선거 없음   | 선거 없음 | 아이젠하워 | 아이젠하워 | 아이젠하워 | 아이젠하워   | 아이젠하워 | 아이젠하워 | 아이젠하워 | 아이젠하워 | 아이젠하워 | 아이젠하워     | 아이젠하워     | 아이젠하워 | 아이젠하워 | 아이젠하워 |
| 1960 | 닉슨         | 케네디     | 케네디     | 선거 없음   | 케네디    | 케네디     | 닉슨       | 케네디     | 케네디       | 케네디     | 케네디     | 케네디     | 케네디     | 닉슨       | 케네디         | 케네디         | 닉슨       | 닉슨       | 닉슨       |
| 1964 | 존슨         | 존슨       | 존슨       | 존슨        | 존슨      | 존슨       | 존슨       | 존슨       | 존슨         | 존슨       | 존슨       | 존슨       | 존슨       | 존슨       | 존슨           | 존슨           | 존슨       | 존슨       | 존슨       |
| 1968 | 닉슨         | 험프리     | 닉슨       | 험프리      | 험프리    | 닉슨       | 험프리     | 험프리     | 험프리       | 험프리     | 험프리     | 닉슨       | 험프리     | 닉슨       | 험프리         | 험프리         | 닉슨       | 험프리     | 닉슨       |
| 1972 | 닉슨         | 닉슨       | 닉슨       | 맥거번      | 닉슨      | 닉슨       | 닉슨       | 닉슨       | 맥거번       | 닉슨       | 닉슨       | 닉슨       | 닉슨       | 닉슨       | 닉슨           | 닉슨           | 닉슨       | 닉슨       | 닉슨       |
| 1976 | 포드         | 포드       | 카터       | 카터        | 카터      | 포드       | 포드       | 카터       | 카터         | 포드       | 카터       | 포드       | 카터       | 포드       | 카터           | 카터           | 포드       | 포드       | 카터       |
| 1980 | 레이건       | 레이건     | 레이건     | 카터        | 카터      | 레이건     | 레이건     | 카터       | 레이건       | 레이건     | 카터       | 레이건     | 레이건     | 레이건     | 레이건         | 카터           | 레이건     | 레이건     | 레이건     |
| 1984 | 레이건       | 레이건     | 레이건     | 먼데일      | 레이건    | 레이건     | 레이건     | 레이건     | 레이건       | 레이건     | 먼데일     | 레이건     | 레이건     | 레이건     | 레이건         | 레이건         | 레이건     | 레이건     | 레이건     |
| 1988 | 부시         | 부시       | 부시       | 두카키스    | 두카키스  | 부시       | 부시       | 부시       | 두카키스     | 부시       | 두카키스   | 부시       | 두카키스   | 두카키스   | 부시           | 두카키스       | 부시       | 두카키스   | 두카키스   |
| 1992 | 클린턴       | 클린턴     | 클린턴     | 클린턴      | 클린턴    | 클린턴     | 클린턴     | 클린턴     | 클린턴       | 클린턴     | 클린턴     | 클린턴     | 클린턴     | 클린턴     | 클린턴         | 클린턴         | 클린턴     | 클린턴     | 클린턴     |
| 1996 | 클린턴       | 클린턴     | 클린턴     | 클린턴      | 클린턴    | 클린턴     | 클린턴     | 클린턴     | 클린턴       | 클린턴     | 클린턴     | 클린턴     | 클린턴     | 클린턴     | 클린턴         | 클린턴         | 클린턴     | 클린턴     | 클린턴     |
| 2000 | 고어         | 고어       | 고어       | 고어        | 고어      | 고어       | 고어       | 고어       | 고어         | 고어       | 고어       | 고어       | 고어       | 고어       | 고어           | 고어           | 고어       | 고어       | 고어       |
| 2004 | 케리         | 케리       | 케리       | 케리        | 케리      | 케리       | 케리       | 케리       | 케리         | 케리       | 케리       | 케리       | 케리       | 케리       | 케리           | 케리           | 케리       | 케리       | 케리       |
| 2008 | 오바마       | 오바마     | 오바마     | 오바마      | 오바마    | 오바마     | 오바마     | 오바마     | 오바마       | 오바마     | 오바마     | 오바마     | 오바마     | 오바마     | 오바마         | 오바마         | 오바마     | 오바마     | 오바마     |
| 2012 | 오바마       | 오바마     | 오바마     | 오바마      | 오바마    | 오바마     | 오바마     | 오바마     | 오바마       | 오바마     | 오바마     | 오바마     | 오바마     | 오바마     | 오바마         | 오바마         | 오바마     | 오바마     | 오바마     |
| 2016 | 클린턴       | 클린턴     | 클린턴     | 클린턴      | 클린턴    | 클린턴     | 클린턴     | 클린턴     | 클린턴       | 트럼프     | 클린턴     | 클린턴     | 클린턴     | 클린턴     | 트럼프         | 클린턴         | 클린턴     | 클린턴     | 트럼프     |
| 2020 | 바이든       | 바이든     | 바이든     | 바이든      | 바이든    | 바이든     | 바이든     | 바이든     | 바이든       | 바이든     | 바이든     | 바이든     | 바이든     | 바이든     | 바이든         | 바이든         | 바이든     | 바이든     | 바이든     |
| 2024 | 해리스       | 해리스     | 해리스     | 해리스      | 해리스    | 해리스     | 해리스     | 해리스     | 해리스       | 트럼프     | 해리스     | 해리스     | 해리스     | 해리스     | 트럼프         | 해리스         | 해리스     | 해리스     | 트럼프     |
| 연도 | 캘리포니아주 | 코네티컷주 | 델라웨어주 | 워싱턴 D.C. | 하와이주  | 일리노이주 | 메인주     | 메릴랜드주 | 매사추세츠주 | 미시간주   | 미네소타주 | 뉴저지주   | 뉴욕주     | 오리건주   | 펜실베이니아주 | 로드아일랜드주 | 버몬트주   | 워싱턴주   | 위스콘신주 |

범례
| 민주당 후보 |
| 공화당 후보 |
| 제3당 후보  |

볼드체는 대통령으로 선출된 후보를 나타낸다.

## 같이 보기
- 바이블 벨트
- 블루 월 (영국)
- 지저스랜드 지도
- 좌파 해안
- 미국의 정치 문화
- 적색주와 청색주
- 레드 월 (영국), 노동당의 블루 월과 유사한 개념
- 러스트 벨트
- 제6당 체제
- 솔리드 사우스
- 남부 전략
- 선 벨트
- 스윙 스테이트

## 내용주
1. ↑  래드는 그의 분석에 네바다, 뉴햄프셔, 뉴멕시코를 포함했는데, 이는 일반적으로 블루 월의 일부로 동의되지 않는다.
2. ↑  빌 클린턴과 조 바이든은 각각 1992년과 2020년에 이 주에서 승리했다.
3. ↑  빌 클린턴과 조 바이든은 각각 1996년과 2020년에 이 주에서 승리했다.
4. ↑  워싱턴 D.C.는 미국 수정 헌법 제23조가 비준된 후인 1964년까지 대통령 선거에 투표하지 않았다.
5. ↑  하와이는 1959년까지 주가 아니었으며 1960년까지 대통령 선거에 투표하지 않았다.
6. ↑  워싱턴주는 1889년까지 주가 아니었으며 1892년까지 대통령 선거에 투표하지 않았다.
7. ↑  파커는 메릴랜드의 8개 선거인단 중 7개를 얻었으며, 다른 하나는 루스벨트에게 돌아갔고, 루스벨트의 최고 선거인단은 파커보다 51표 더 얻었다.
8. ↑  태프트의 최고 선거인단은 브라이언보다 605표를 더 얻었지만, 상위 8명의 선거인단 중 6명은 브라이언에게 충성했다.
9. ↑  클린턴은 메인주의 주 전체 득표에서 승리했지만, 트럼프는 주의 4개 선거인단 투표 중 하나를 얻었다. 1972년 선거 이후 메인주는 주 전체 인기투표 승자에게 2개의 선거인단 투표를 부여하며, 각 의회 선거구의 승자에게 1표씩 부여한다.
10. ↑  바이든은 메인주의 주 전체 득표에서 승리했지만, 트럼프는 주의 4개 선거인단 투표 중 하나를 얻었다.
11. ↑  해리스는 메인주의 주 전체 득표에서 승리했지만, 트럼프는 주의 4개 선거인단 투표 중 하나를 얻었다. 1972년 선거 이후 메인주는 주 전체 인기투표 승자에게 2개의 선거인단 투표를 부여하며, 각 의회 선거구의 승자에게 1표씩 부여한다.
12. ↑  이들은 모두 전국적으로 "진보당(Progressive Party)"이라고 불렸지만, 1924년 진보당은 1912년 진보당의 연속이 아니었다.